# Linia kolejowa nr 249
Linia kolejowa nr 249 – jednotorowa, drugorzędna, zelektryfikowana linia kolejowa łącząca stację Gdańsk Główny ze stacją Gdańsk Brzeźno (dawniej ze stacją Gdańsk Nowy Port). Przebiega w całości w granicach administracyjnych Gdańska.

## Historia

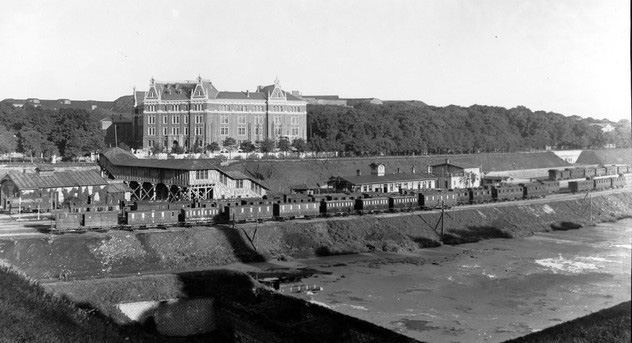
Nieistniejący dworzec Gdańsk Brama Wyżynna

Linia została uruchomiona w 1867 poprzez jej poprowadzenie od nieczynnej obecnie stacji Gdańsk Brama Nizinna, gdy rozwój gdańskiego portu był uzależniony od połączenia z ogólnoniemiecką siecią kolejową. 10 lipca 1865 rozpoczęto budowę jednotorowej linii kolejowej (z wieloma obiektami inżynieryjnymi i z pomocą saperów), która do użytku została oddana 1 października 1867. W Śródmieściu został zbudowany nieistniejący obecnie dworzec Gdańsk Brama Wyżynna.

## Przebieg
Linia rozpoczyna się na przystanku Szybkiej Kolei Miejskiej Gdańsk Główny. Biegnie razem z linią nr 250 i linią nr 202. Przed przystankiem SKM Gdańsk Politechnika linia skręca na północ. Przecina wiaduktem Węzeł Kliniczna. Kończy się na stacji Gdańsk Brzeźno.

## Wykorzystanie

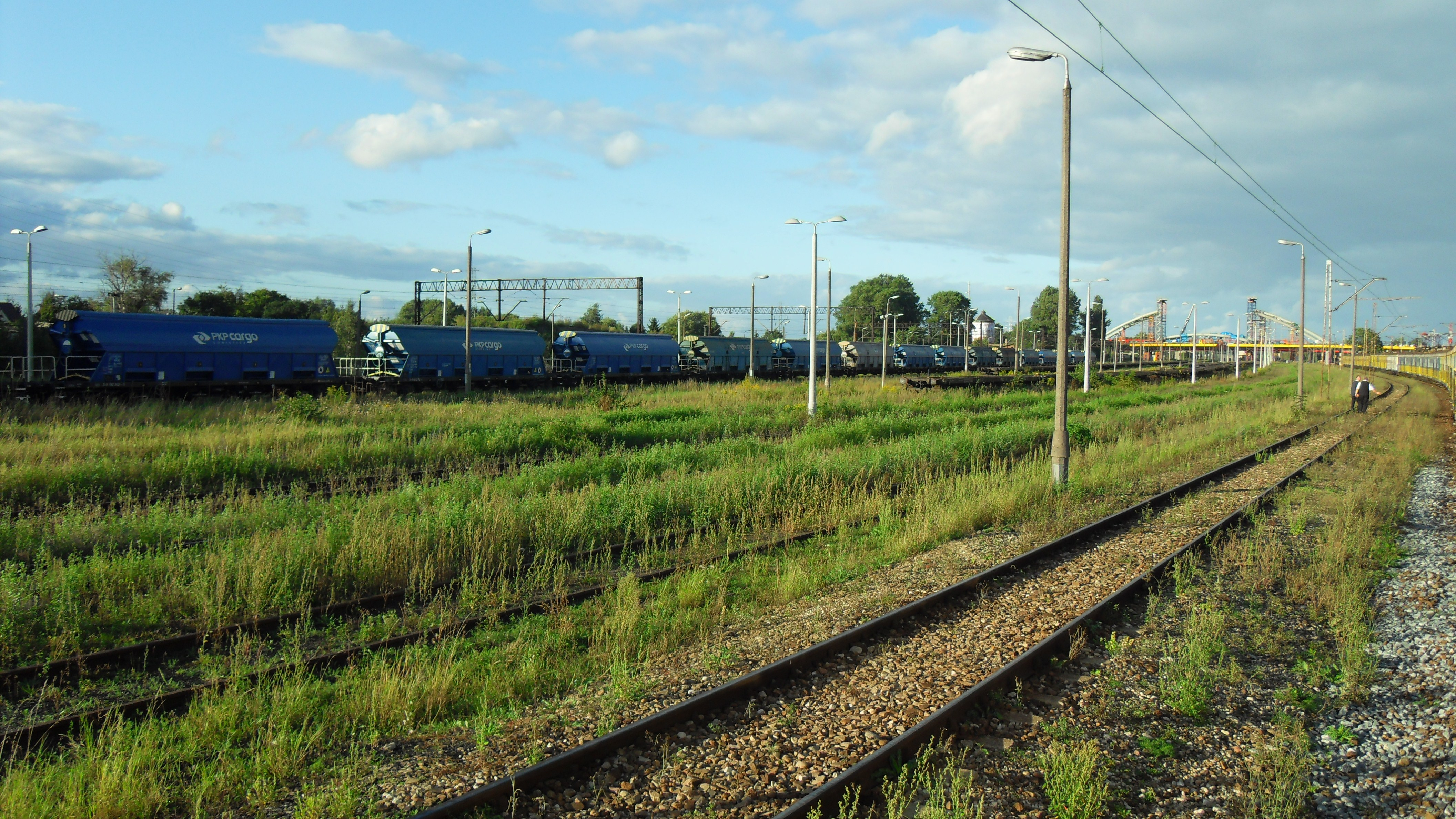
Stacja rozrządowa Zaspa Towarowa

Przed wybudowaniem w latach 70. Portu Północnego w Gdańsku większość towarów była przeładowywana w Nowym Porcie; linia 249 była więc kolejowym połączeniem z portem. Pracownicy portu dojeżdżali nią do pracy. Po zelektryfikowaniu w 1951 była wykorzystywana także jako trasa Szybkiej Kolei Miejskiej. W 2002 roku połączenie to zostało skrócone do Gdańska Brzeźna, a w 2005 zawieszone.
W związku z organizacją Euro 2012, którego mecze odbywały się m.in. na stadionie w Letnicy, przywrócono okazjonalny ruch pociągów SKM na tej linii. Nie zatrzymują się jednak na żadnym innym przystanku pośrednim aż do nowo wybudowanego Gdańsk Stadion Expo. Przejazdy odbywają się tylko w dniach imprez masowych organizowanych na stadionie stadionie w Gdańsku Letnicy lub w AmberExpo, będącym siedzibą MTG.